# Echt moederkoren
Echt moederkoren (Claviceps purpurea) is een schimmel uit de klasse Sordariomycetes, die op de aren van granen als rogge en tarwe en andere grassen als kropaar groeit. De schimmel groeit zelden op gerst en haver. 
Moederkoren tast gewassen aan vooral onder warme, vochtige omstandigheden. De besmette aren zijn te herkennen aan de donkerbruine tot paarsachtige sclerotiën. Deze steken uit de aangetaste aren. De sclerotiën zijn tot 3 cm lang en tot 4 mm dik. De sclerotiën zijn ruststructuren van de moederkoren schimmel en bestaan uit ingedroogd mycelium of schimmelpluis. 
De Nederlandse naam is afgeleid van het gebruik door vroedvrouwen om weeën op gang te brengen met behulp van deze schimmel. In 1909 is het aminozuur ergothioneïne ontdekt in deze schimmel.
Door het gebruik van ontsmet zaaizaad komt de aantasting bijna niet meer voor, behalve bij de biologische landbouw waar geen ontsmet zaaizaad wordt gebruikt.

## Alkaloïden
Echt moederkoren produceert giftige ergotalkaloïden, zoals ergotamine, die kunnen leiden tot darmkrampen en doorbloedingsproblemen, waardoor vingers en tenen afsterven en hallucinaties kunnen optreden. Voor een volwassen persoon kan vijf tot tien gram moederkoren dodelijk zijn, hoewel er bij veel lichtere doseringen ook doden zijn gevallen. LSD is een stof die vanuit moederkorenalkaloïden kan worden gesynthetiseerd.
Ergotamine werd lang gebruikt bij migraine, maar deze toepassing wordt beschouwd als verouderd. Het enige toepassingsgebied in de geneeskunde is nog bij bloedverlies na de bevalling, om de baarmoeder samen te laten trekken.
In 2012 heeft de EFSA een wetenschappelijke opinie gevraagd voor ergot-alkaloïden aan deelnemende EU lidstaten om een beeld te krijgen van het voorkomen van deze mycotoxinen in levensmiddelen en diervoeders.

## Voorvallen in de geschiedenis
De naam gaat terug op het gebruik door vroedvrouwen, die de schimmel toedienden om de weeën op gang te brengen.
Vooral in de middeleeuwen kwamen vaak vergiftigingen voor met besmet meel die soms epidemische proporties aannamen. De alkaloïden leiden tot ergotisme, ook wel Sint-Antoniusvuur, brandende ziekte of kriebelziekte genoemd. 
In 1676 werd een verband gevonden tussen de schimmel en de kwalijke effecten. 
Het laatst bekende geval in Europa heeft zich waarschijnlijk in 1951 voorgedaan in Pont-Saint-Esprit in Frankrijk met driehonderd personen met vergiftigingsverschijnselen, zeven dodelijke slachtoffers en 50 personen die klinisch opgenomen werden vanwege psychiatrische symptomen. De Amerikaanse journalist Hank P. Albarelli Jr. beweert in zijn boek A Terrible Mistake (2009) dat het hier om een bewuste vergiftiging met LSD betrof door de CIA.
In 1977 werden bij hongersnood in Ethiopië besmette grassen gegeten, wat ook veel slachtoffers veroorzaakte.

## Levenscyclus

### Primaire infectie
De schimmel vormt in de bloeiwijze op het vruchtbeginsel een sclerotium, het donker gekleurde moederkoren, dat aan het eind van het groeiseizoen op de grond valt, waar het in winterrust gaat. In de periode mei tot en met juli kunnen op het sclerotium meerdere, bolvormige stroma (kleine paddenstoelen) met peritheciën ontstaan. De paddenstoel heeft een 1,5–3 mm grote hoed met een oker- tot oranjegele kleur en donkere stippen van de peritheciënmondjes. De roodachtig bruine steel van de paddenstoel is 5–15 mm lang en 1-1,5 mm dik. In het perithecium ontstaan talrijke asci met de geslachtelijk gevormde ascosporen. (zie seksuele sporenvorming). Tijdens de bloei van de grassen en granen worden de 50-70 µm lange en 0,6-1 µm dikke ascosporen uitgestoten en door de wind verspreid. Via de stempels van de onbevruchte bloempjes dringen de kiemhyfen van de schimmel het vruchtbeginsel binnen (de primaire infectie). Het mycelium breekt het weefsel van het vruchtbeginsel af en verhindert zo de vorming van een graankorrel. Vervolgens worden conidiën gevormd, waarbij een suikerhoudend sap (lijkend op honingdauw) met daarin de conidiën wordt uitgescheiden. Later wordt dan weer een nieuw sclerotium gevormd.

### Secundaire infectie
De ongeslachtelijk gevormde conidiën worden door de wind en insecten verspreid en zorgen voor de secundaire infectie van openbloeiende aartjes, dus vooral bij kruisbevruchtende granen, zoals rogge met name tijdens natte, regenachtige bloeiperiodes wanneer de bevruchting van de graanbloemen slecht is. Deze blijven dan extra lang openstaan en vangen makkelijker schimmelsporen op. Insecten spelen een belangrijke rol bij deze secundaire infectie.

## Afbeeldingen

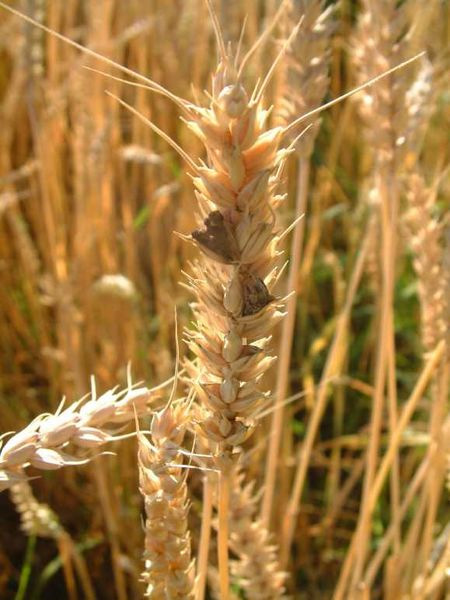
Moederkoren op gewone tarwearen
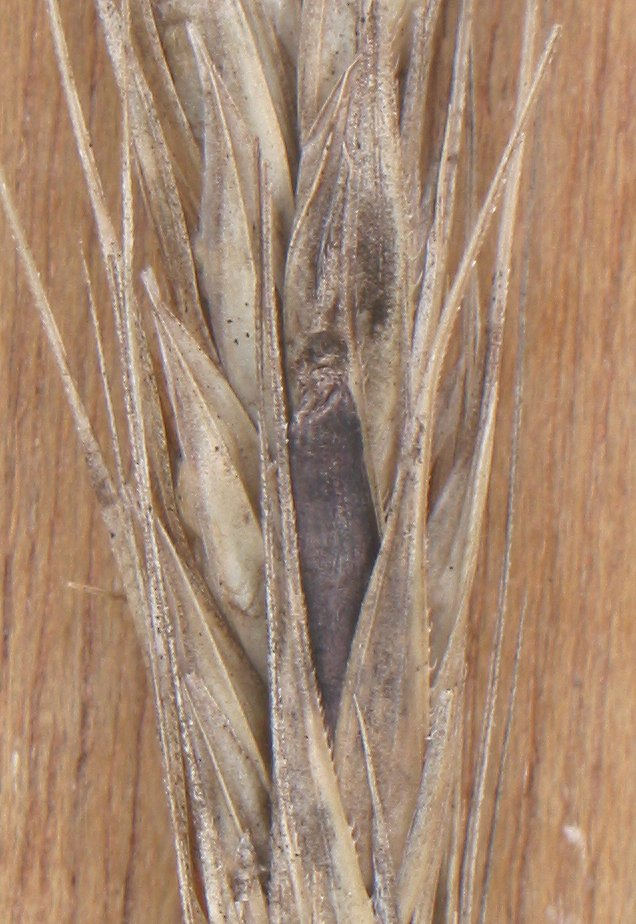
Moederkoren op rogge-aar
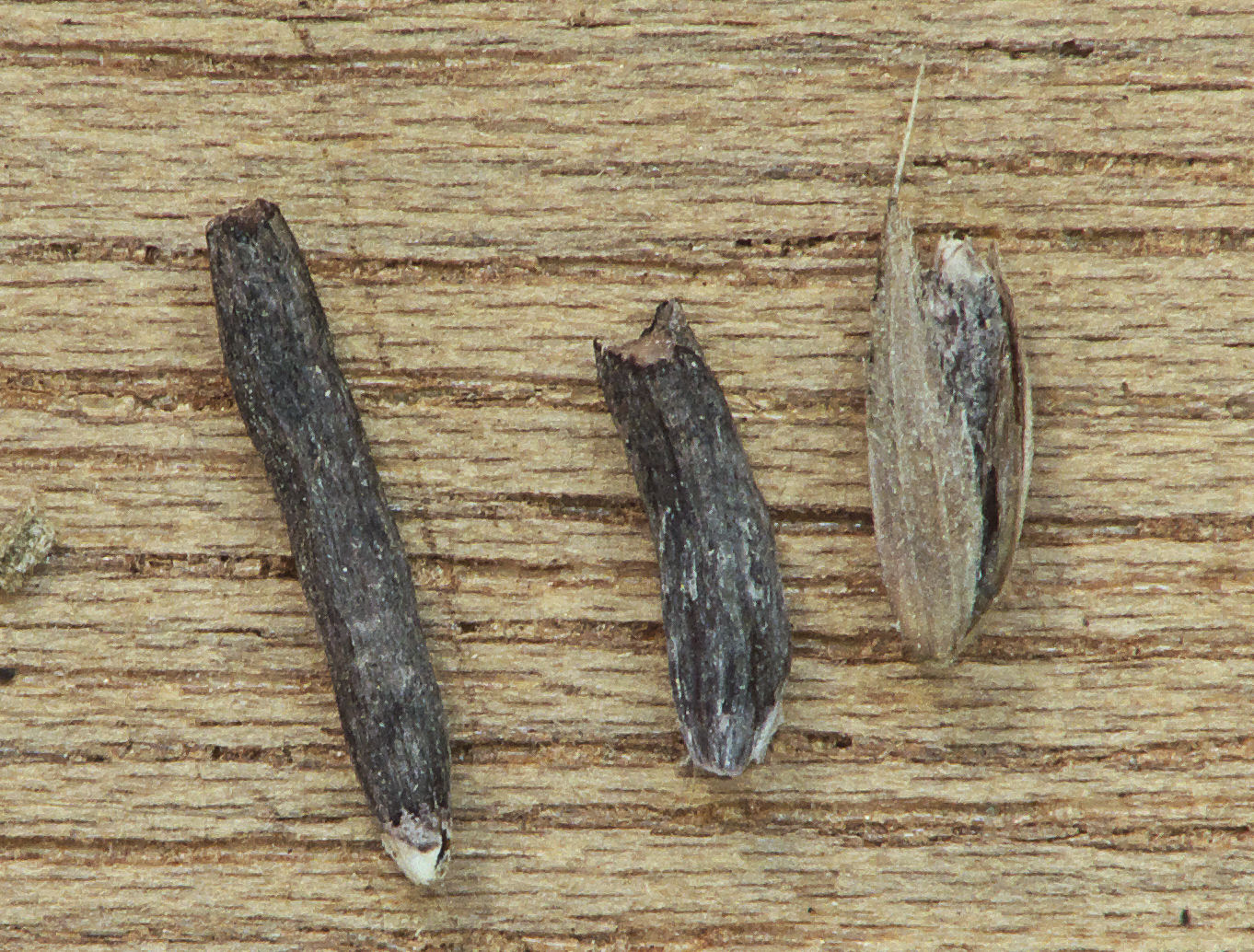
Moederkoren op kropaar
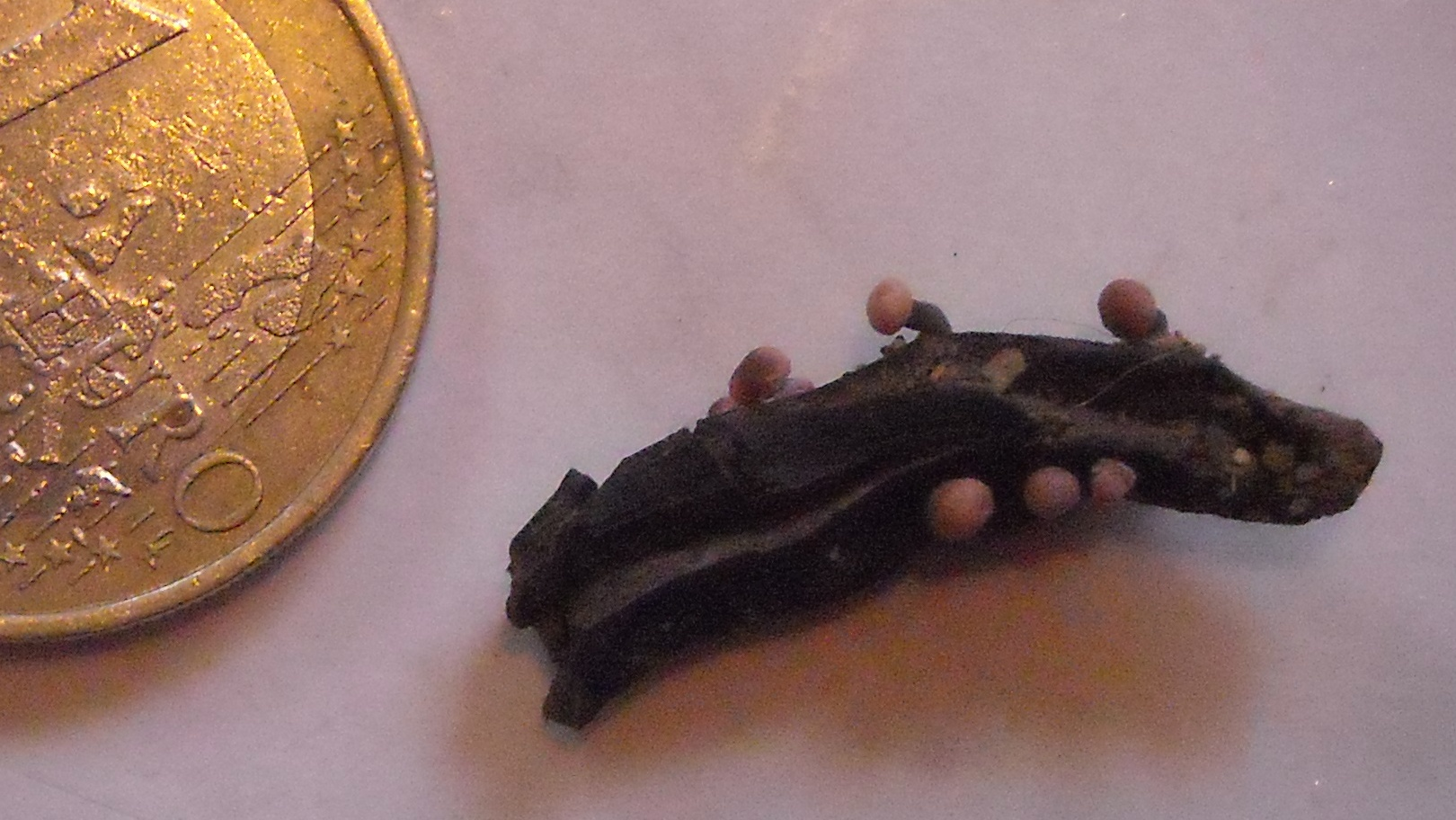
Gekiemd sclerotium (moederkoren) met stroma
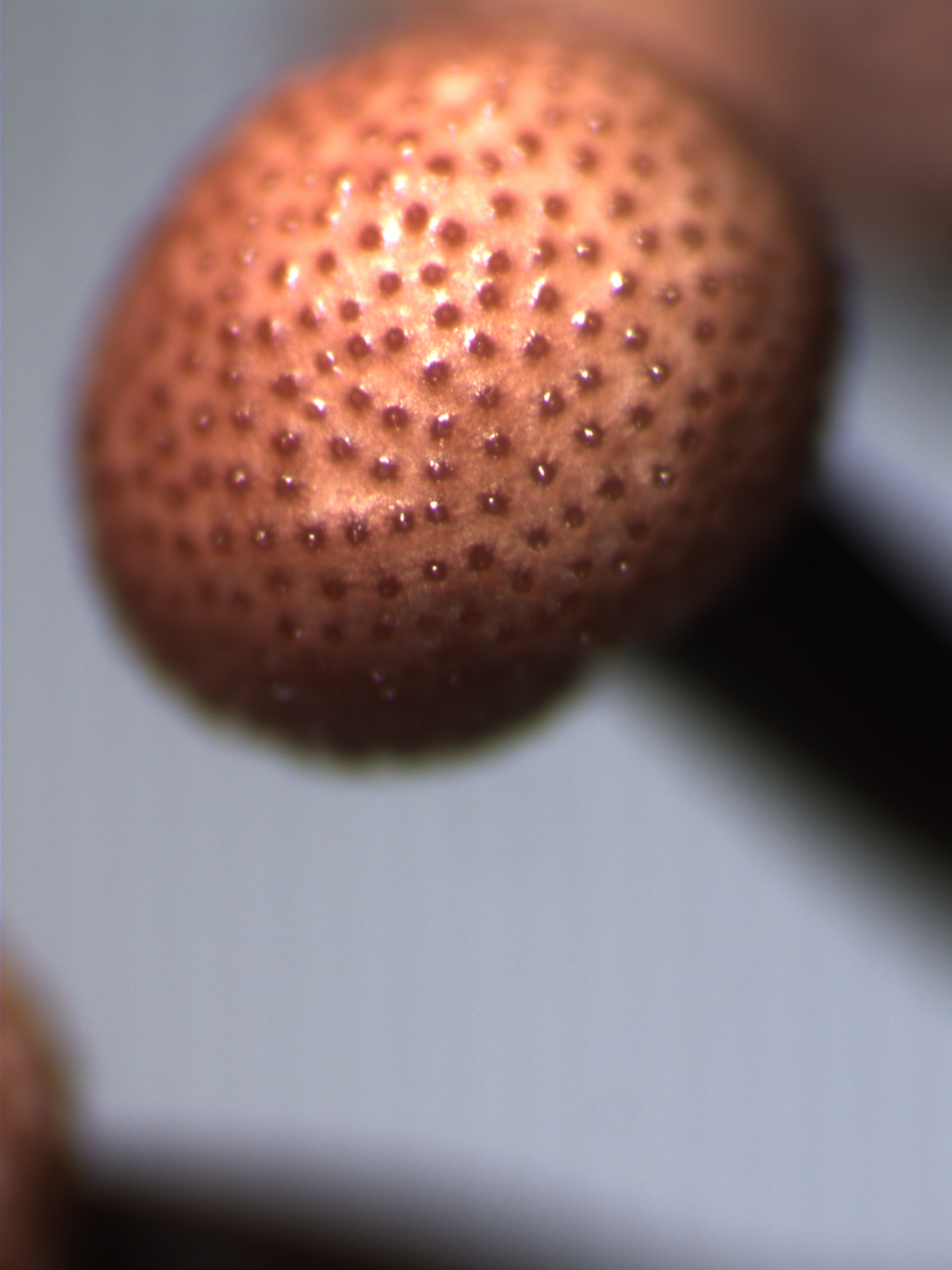
Stroma met peritheciën
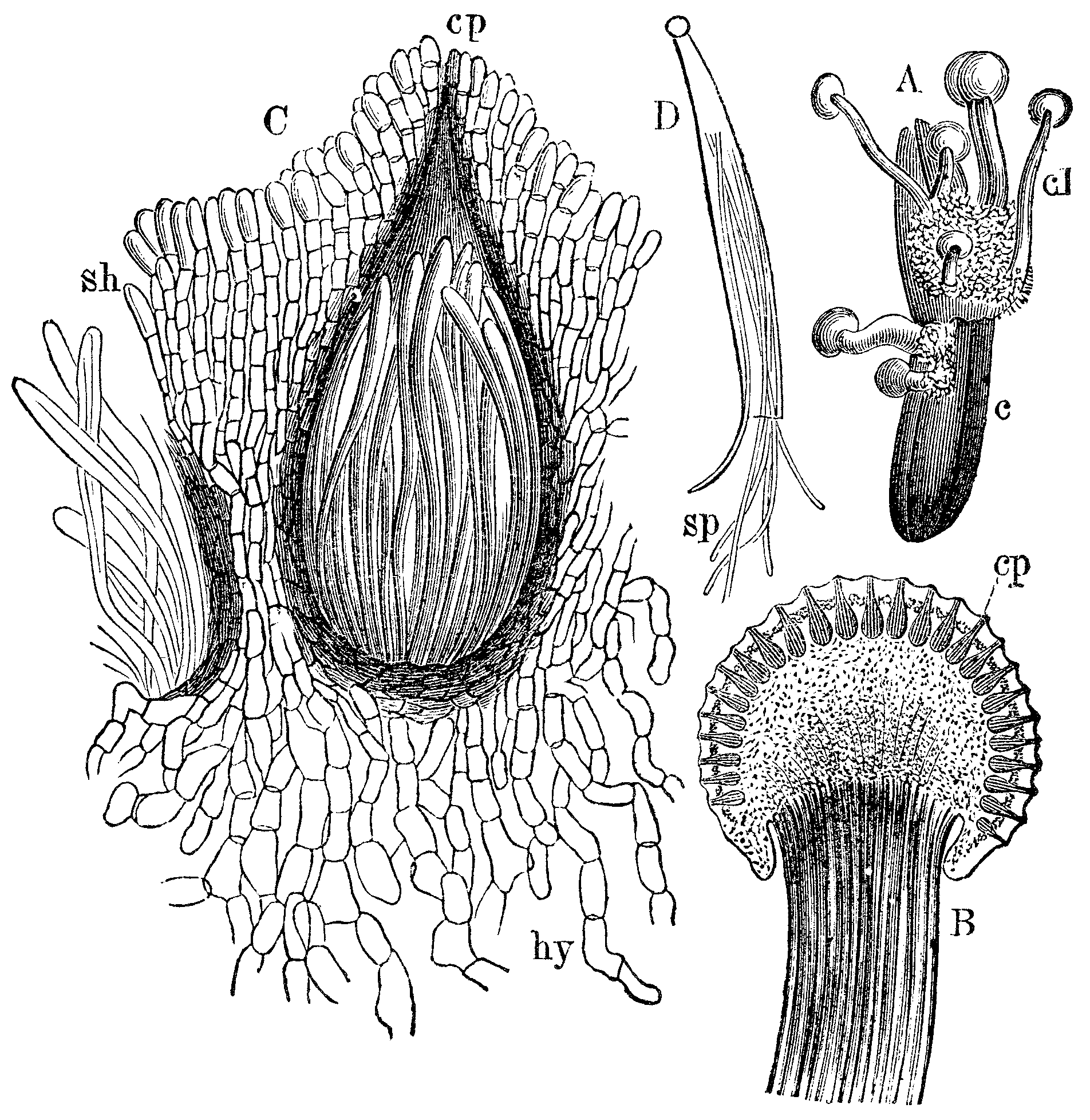
A: Gekiemd sclerotium (moederkoren) met stroma, B:stroma met peritheciën, C:Perithecium met asci, D:Ascus met draadvormige sporen.
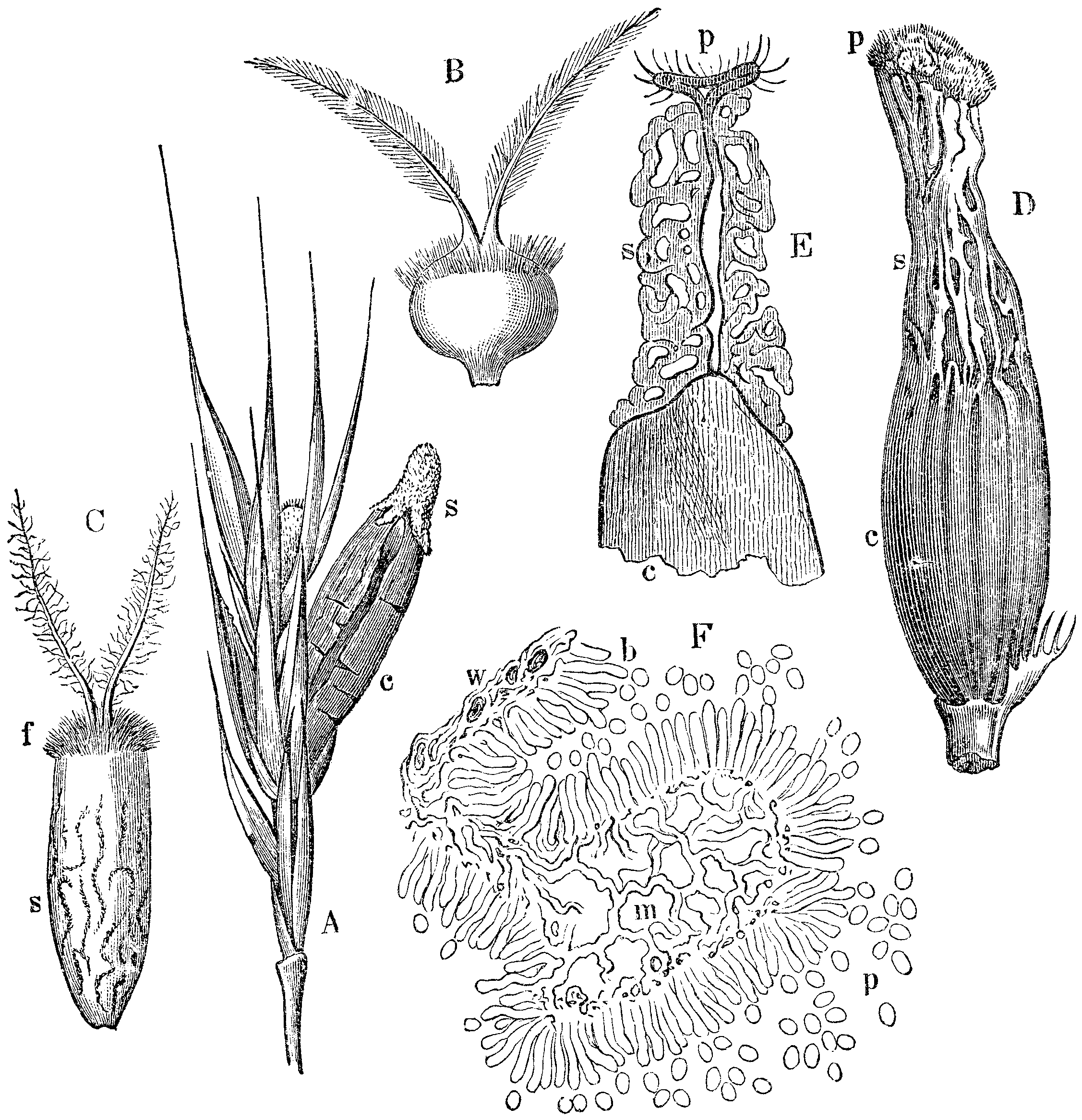
Infectie tijdens en na de bloei